# Campionato africano maschile di pallacanestro 2017
Il 29º Campionato africano maschile di pallacanestro FIBA (noto anche come FIBA AfroBasket 2017) inizialmente previsto nella Repubblica del Congo, è stato inizialmente spostato in Angola, salvo rinunciare anch'essa e si è svolto a Radès in Tunisia e a Dakar in Senegal dall'8 al 16 settembre 2017.
I Campionati africani maschili di pallacanestro sono una manifestazione biennale tra le squadre nazionali del continente, organizzata dalla FIBA Africa.

## Squadre Qualificate e Gruppi
Le sedici squadre qualificate sono le seguenti:
| N  | Squadra            | Qualificata come                       | Presenze Fasi finali | Ultima Presenza |
| -- | ------------------ | -------------------------------------- | -------------------- | --------------- |
| 1  | Nigeria            | 1º posto FIBA Africa Championship 2015 | 19                   | 2015            |
| 2  | Tunisia            | Vincitori Zona 1                       | 22                   | 2015            |
| 3  | Senegal            | Vincitori Zona 2                       | 9                    | 2015            |
| 4  | Costa d'Avorio     | Vincitori Zona 3                       | 23                   | 2015            |
| 5  | Camerun            | Vincitori Zona 4 Gruppo 1              | 9                    | 2015            |
| 6  | RD del Congo       | Vincitori Zona 4 Gruppo 2              | 7                    | 2007            |
| 7  | Egitto             | Vincitori Zona 5                       | 23                   | 2015            |
| 8  | Angola             | Vincitori Zona 6 e 7 Gruppo 1          | 20                   | 2015            |
| 9  | Mozambico          | Vincitori Zona 6 e 7 Gruppo 2          | 13                   | 2015            |
| 10 | Marocco            | Secondi classificati Zona 1            | 20                   | 2015            |
| 11 | Mali               | Secondi classificati Zona 2            | 19                   | 2015            |
| 12 | Uganda             | Secondi classificati Zona 5            | 2                    | 2015            |
| 13 | Sudafrica          | Vincitori Playoff Zona 6 e 7           | 9                    | 2011            |
| 14 | Ruanda             | Wild Card                              | 5                    | 2013            |
| 15 | Guinea             | Wild Card                              | 5                    | 1985            |
| 16 | Rep. Centrafricana | Torneo Qualificazione                  | 19                   | 2015            |

La prima fase si disputa in gironi in cui ogni squadra incontra le tre avversarie del rispettivo gruppo. Tutte le squadre accedono alla seconda fase che vedrà incontri ad eliminazione diretta a partire dagli ottavi di finale.
| Girone A - Costa d'Avorio - Mali - Nigeria - RD del Congo | Girone B - Angola - Marocco - Rep. Centrafricana - Uganda | Girone C - Camerun - Guinea - Ruanda - Tunisia | Girone D - Egitto - Mozambico - Senegal - Sudafrica |

## Fase a gironi

### Gruppo A
| Pos. | Squadra        | Pt | G | V | P | PF  | PS  | DP  | SD  |
| ---- | -------------- | -- | - | - | - | --- | --- | --- | --- |
| 1.   | Nigeria        | 5  | 3 | 2 | 1 | 245 | 227 | +18 | +17 |
| 2.   | RD del Congo   | 5  | 3 | 2 | 1 | 246 | 224 | +22 | +1  |
| 3.   | Mali           | 5  | 3 | 2 | 1 | 246 | 235 | +11 | -18 |
| 4.   | Costa d'Avorio | 3  | 3 | 0 | 3 | 200 | 251 | -51 |     |

### Gruppo B
| Pos. | Squadra            | Pt | G | V | P | PF  | PS  | DP  |
| ---- | ------------------ | -- | - | - | - | --- | --- | --- |
| 1.   | Marocco            | 6  | 3 | 3 | 0 | 215 | 189 | +26 |
| 2.   | Angola             | 5  | 3 | 2 | 1 | 213 | 193 | +20 |
| 3.   | Rep. Centrafricana | 4  | 3 | 1 | 2 | 167 | 196 | -29 |
| 4.   | Uganda             | 3  | 3 | 0 | 3 | 213 | 230 | -17 |

### Gruppo C
| Pos. | Squadra | Pt | G | V | P | PF  | PS  | DP  |
| ---- | ------- | -- | - | - | - | --- | --- | --- |
| 1.   | Tunisia | 6  | 3 | 3 | 0 | 210 | 170 | +40 |
| 2.   | Camerun | 5  | 3 | 2 | 1 | 228 | 199 | +29 |
| 3.   | Ruanda  | 4  | 3 | 1 | 2 | 212 | 214 | -2  |
| 4.   | Guinea  | 3  | 3 | 0 | 3 | 168 | 235 | -67 |

### Gruppo D
| Pos. | Squadra   | Pt | G | V | P | PF  | PS  | DP   |
| ---- | --------- | -- | - | - | - | --- | --- | ---- |
| 1.   | Senegal   | 6  | 3 | 3 | 0 | 250 | 145 | +105 |
| 2.   | Egitto    | 5  | 3 | 2 | 1 | 197 | 185 | +12  |
| 3.   | Mozambico | 4  | 3 | 1 | 2 | 163 | 216 | -53  |
| 4.   | Sudafrica | 3  | 3 | 0 | 3 | 156 | 220 | -64  |

## Fase a eliminazione diretta
|  | Quarti di finale                | Quarti di finale                |                                 |         | Semifinali                | Semifinali                |  |  | Finale                          | Finale |
|  |                                 |                                 |                                 |         |                           |                           |  |  |                                 |        |
|  | Radès, 14 Settembre 15:30 UTC+1 |                                 |                                 |         |                           |                           |  |  |                                 |        |
|  |                                 |                                 |                                 |         |                           |                           |  |  |                                 |        |
|  | Nigeria                         | 106                             |                                 |         |                           |                           |  |  |                                 |        |
|  | Nigeria                         | 106                             | Radès, 15 Settembre 20:30 UTC+1 |         |                           |                           |  |  |                                 |        |
|  | Camerun                         | 91                              |                                 |         |                           |                           |  |  |                                 |        |
|  | Camerun                         | 91                              | Nigeria                         | 76      |                           |                           |  |  |                                 |        |
|  | Radès, 14 Settembre 20:30 UTC+1 |                                 | Nigeria                         | 76      |                           |                           |  |  |                                 |        |
|  |                                 | Senegal                         | 71                              |         |                           |                           |  |  |                                 |        |
|  | Senegal                         | Senegal                         | 71                              | 66      |                           |                           |  |  |                                 |        |
|  | Senegal                         |                                 | Radès, 16 Settembre 18:00 UTC+1 | 66      |                           |                           |  |  |                                 |        |
|  | Angola                          | 57                              |                                 |         |                           |                           |  |  |                                 |        |
|  | Angola                          | 57                              | Nigeria                         | 65      |                           |                           |  |  |                                 |        |
|  | Radès, 14 Settembre 13:00 UTC+1 |                                 | Nigeria                         | 65      |                           |                           |  |  |                                 |        |
|  |                                 | Tunisia                         | 77                              |         |                           |                           |  |  |                                 |        |
|  | Marocco                         | Tunisia                         | 77                              | 66      |                           |                           |  |  |                                 |        |
|  | Marocco                         | Radès, 15 Settembre 18:00 UTC+1 |                                 | 66      |                           |                           |  |  |                                 |        |
|  | Egitto                          | 62                              |                                 |         |                           |                           |  |  |                                 |        |
|  | Egitto                          | 62                              | Marocco                         | 52      | Finale per il terzo posto | Finale per il terzo posto |  |  |                                 |        |
|  | Radès, 14 Settembre 18:00 UTC+1 |                                 | Marocco                         | 52      | Finale per il terzo posto | Finale per il terzo posto |  |  |                                 |        |
|  |                                 | Tunisia                         | 60                              |         |                           |                           |  |  |                                 |        |
|  | Tunisia                         | Tunisia                         | 60                              | 81      | Senegal                   | 73                        |  |  |                                 |        |
|  | Tunisia                         |                                 |                                 | 81      | Senegal                   | 73                        |  |  |                                 |        |
|  | RD del Congo                    | 60                              |                                 | Marocco | 62                        |                           |  |  |                                 |        |
|  | RD del Congo                    | 60                              |                                 |         | 62                        |                           |  |  |                                 |        |
|  |                                 |                                 |                                 |         |                           |                           |  |  | Radès, 16 Settembre 15:30 UTC+1 |        |
|  |                                 |                                 |                                 |         |                           |                           |  |  |                                 |        |

### Quarti di finale
| Radès 14 settembre 2017, ore 13:00 UTC+1 | Marocco | 66 – 62 (13-16, 35-32, 51-50) referto | Egitto | Palazzo Omnisport di Radès |

| Radès 14 settembre 2017, ore 15:30 UTC+1 | Nigeria | 106 – 91 (25-18, 52-43, 75-70) referto | Camerun | Palazzo Omnisport di Radès |

| Radès 14 settembre 2017, ore 18:00 UTC+1 | Tunisia | 81 – 60 (18-18, 35-33, 62-45) referto | RD del Congo | Palazzo Omnisport di Radès |

| Radès 14 settembre 2017, ore 20:30 UTC+1 | Senegal | 66 – 57 (19-16, 34-37, 51-45) referto | Angola | Palazzo Omnisport di Radès |

### Semifinali
| Radès 15 settembre 2017, ore 18:00 UTC+1 | Marocco | 52 – 60 (9-18, 27-30, 44-47) referto | Tunisia | Palazzo Omnisport di Radès |

| Radès 15 settembre 2017, ore 20:30 UTC+1 | Nigeria | 76 – 71 (15-12, 34-29, 52-45) referto | Senegal | Palazzo Omnisport di Radès |

### Finale 3º posto
| Radès 16 settembre 2017, ore 15:30 UTC+1                                                                                             | Senegal  | 73 – 62 (10-18, 31-33, 54-48) referto | Marocco | Palazzo Omnisport di Radès |
| \| \| \| \| \| Faye 22 \| Punti \| 17 Najah \| \| Hannah 5 \| Assist \| 2 quattro giocatori \| \| Dieng 10 \| Rimbalzi \| 7 Choua \| |          |                                       |         |                            |
| |          |                                       |         |                            |
| Faye 22 | Punti    | 17 Najah                              |         |                            |
| Hannah 5 | Assist   | 2 quattro giocatori                   |         |                            |
| Dieng 10 | Rimbalzi | 7 Choua                               |         |                            |

### Finale
| Radès 16 settembre 2017, ore 18:00 UTC+1                                                                                                   | Nigeria  | 65 – 77 (14-8, 24-25, 40-52) referto | Tunisia | Palazzo Omnisport di Radès |
| \| \| \| \| \| Diogu 20 \| Punti \| 19 Chennoufi \| \| Iroegbu 2 \| Assist \| 6 el-Mabrouk \| \| Diogu 10 \| Rimbalzi \| 9 Ben Romdhane \| |          |                                      |         |                            |
| |          |                                      |         |                            |
| Diogu 20 | Punti    | 19 Chennoufi                         |         |                            |
| Iroegbu 2 | Assist   | 6 el-Mabrouk                         |         |                            |
| Diogu 10 | Rimbalzi | 9 Ben Romdhane                       |         |                            |

## Classifica finale
| Campione d'Africa | Campione d'Africa | Campione d'Africa | |
| ----------------- | --- | --- | --- |
| Oro               | Tunisia4 Abada, 5 Chennoufi, 7 el-Mabrouk, 8 Mouhli, 9 M. Hdidane, 10 B. Hdidane, 11 Ghyaza, 12 Ben Romdhane, 23 Lahiani, 28 Rassil, 45 Slimane, 66 Knioua, All. Mário Palma | Tunisia4 Abada, 5 Chennoufi, 7 el-Mabrouk, 8 Mouhli, 9 M. Hdidane, 10 B. Hdidane, 11 Ghyaza, 12 Ben Romdhane, 23 Lahiani, 28 Rassil, 45 Slimane, 66 Knioua, All. Mário Palma                                     | Tunisia4 Abada, 5 Chennoufi, 7 el-Mabrouk, 8 Mouhli, 9 M. Hdidane, 10 B. Hdidane, 11 Ghyaza, 12 Ben Romdhane, 23 Lahiani, 28 Rassil, 45 Slimane, 66 Knioua, All. Mário Palma |
| Argento           | Nigeria | Nigeria0 Mbamalu, 1 Iroegbu, 2 Anuna, 3 Odunsi, 4 Dike, 5 Akingbala, 6 Diogu, 7 Akindele, 11 Yahaya, 15 Akakume, 32 Ochefu, 34 Nwamu, All. Alex Nwora                                                            | |
| Bronzo            | Senegal | Senegal1 Ndour, 2 Thiam, 4 Niang, 5 Adams, 6 Hannah, 8 Mendy, 9 M. N'Doye, 11 Faye, 12 Mbodj, 13 N'Diaye, 14 Dieng, 15 Ndoye, All. Porfirio Fisac                                                                | |
| 4.                | Marocco | Marocco4 Najah, 5 Khalfi, 6 Kourodu, 7 El Masbahi, 8 Lahrichi, 9 Aboussalam, 10 Choua, 11 Benchlikha, 12 Wilkins, 13 El Makssoud, 14 Nadim, 15 Rhalimi, All. Said El Bouzidi                                     | |
| 5.                | Camerun | Camerun4 Moto, 5 Ngijol, 6 Mbala, 7 Bogmis, 9 Essome, 10 Njoya, 11 Kamen, 12 Ngwese, 13 Affia Ambadiang, 14 Yangue, 15 Kome, All. Antônio Barbosa                                                                | |
| 5.                | Angola | Angola2 Moreira, 3 Gonçalves, 4 Cipriano, 5 Costa, 6 Morais, 7 Fortes, 9 Paulo, 12 Ambrósio, 15 Mingas, 22 de Sousa, 23 Moore, 37 Conceição, All. Manuel da Silva                                                | |
| 5.                | Egitto | Egitto5 el-Gendi, 6 Gunday, 7 Mohamed, 9 el-Gammal, 10 el-Sabagh, 11 Kejo, 12 Shousha, 14 Ibrahim, 20 Okasha, 44 el-Sadani, 66 Kamal, 95 Bakr, All. Amr Aboul Kheir                                              | |
| 5.                | RD del Congo | RD del Congo4 Kabongo, 5 Buzangu, 6 Lufile, 7 Munanga, 8 Chiza, 9 Shonganya, 10 Mohamed, 11 Kambuy, 12 Mutombo, 13 Kibi, 14 Kabasele, 15 Fula, All. Papy Kiembe                                                  | |
| 9.                | Mali | Mali1 Moungoro, 3 Kanté, 7 Djambo, 8 Dramé, 9 Tandina, 10 Keita, 11 Dembélé, 12 Sidibé, 13 Traoré, 14 Bagayoko, 16 Fall, 99 Coulibaly, All. Moussa Sogore                                                        | |
| 9.                | Ruanda | Ruanda4 Sagamba, 5 Twagirayezu, 6 Shyaka, 7 Rwabigwi, 8 Mugabe, 9 Manzi, 10 Ruhezamihigo, 11 Hagumintwari, 12 Gasana, 13 Kaje, 14 Kabange, 15 Nkurunziza, All. Moise Mutokambali                                 | |
| 9.                | Rep. Centrafricana | Rep. Centrafricana4 Samedi, 5 Nganafio, 6 Mokongo, 7 Kossangue, 8 Grebongo, 9 Koyamba, 10 Pehoua, 11 Ngoy, 12 Febou, 13 Kouguere, 14 Djada Mabada, 15 Djimrabaye, All. Ulrich Marida                             | |
| 9.                | Mozambico | Mozambico4 Martins, 5 Chimonzo, 6 Canivete, 7 Novela, 8 Machave, 9 Ubisse, 10 Macaringue, 11 Muchate, 12 Magoliço, 13 Caifaz, 14 Chire, 15 Geneto, All. Iñaki Martín                                             | |
| 13.               | Uganda | Uganda4 Kiviiri, 5 Enabu, 6 Opong, 7 Okello, 8 Komakech, 9 Egau, 10 Otim, 11 Kalwanyi, 12 Omony, 13 Pegues, 14 Ikong, 15 Ocitti, All. George Galanopoulos                                                        | |
| 13.               | Costa d'Avorio | Costa d'Avorio4 Toti, 5 Aboubacar, 6 Karabue, 7 Bamba, 8 Pohohoulou, 9 Diabaté, 10 Enan, 11 Bah, 12 Koné, 13 Tapé, 14 Touré, 15 Traoré, All. Hugues Occansey                                                     | |
| 13.               | Sudafrica | Sudafrica4 T. Sithole, 6 S. Gabriel, 7 Selepe, 9 Ngoetjana, 10 Marhanele, 11 S. Sithole, 12 Mothiba, 13 van der Bijl, 14 Ngoebeni, 15 Tholo, 16 R. Prinsloo, 21 C. Gabriel, 23 P. Prinsloo, All. Craig Gilchrist | |
| 13.               | Guinea | Guinea4 Kone, 5 Sy, 6 Camara, 7 Youla, 8 Sylla, 9 Souare, 10 Mansaré, 11 I. Conde, 12 C. Conde, 13 Ntiallo, 14 D. Conde, 15 Diallo, All. Ousmane Tafsir Camara                                                   | |

## Premi individuali

### MVP del torneo
- Ike Diogu

### Miglior quintetto del torneo
- Playmaker:  Ike Iroegbu
- Guardia tiratrice:  Mourad el-Mabrouk
- Ala piccola:  Ike Diogu
- Ala grande:  Gorgui Dieng
- Centro:  Mohamed Hdidane